# Major Lazer
Major Lazer là bộ ba nghệ sĩ nhạc dance điện tử đến từ Mỹ, bao gồm nhà sản xuất Diplo và hai DJ là Jillionaire và Walshy Fire. Nhóm được Diplo và Switch thành lập năm 2008, tới năm 2011, Switch rời nhóm. Thể loại nhạc của Major Lazer đa dạng, từ reggae kết hợp với dancehall, reggaeton, soca, house và moombahton.

## Các giải thưởng
| Năm  | Giải thưởng              | Hạng mục                                 | Đối tượng đề cử                    | Kết quả      | Chú thích |
| ---- | ------------------------ | ---------------------------------------- | ---------------------------------- | ------------ | --------- |
| 2016 | NRJ Music Awards         | Best Live Performance                    | Major Lazer                        | Đề cử        | [ 6 ]     |
| 2016 | NRJ Music Awards         | Best Single Dance/Electro                | "Light It Up"                      | Đề cử        | [ 6 ]     |
| 2016 | NRJ Music Awards         | Best Collaboration of the Year           | Major Lazer                        | Đoạt giải    | [ 6 ]     |
| 2016 | Billboard Music Awards   | Top Dance/Electronic Song                | Lean On                            | Đoạt giải    | [ 7 ]     |
| 2016 | American Music Awards    | Favorite Artist – Electronic Dance Music | Major Lazer                        | Đề cử        | [ 8 ]     |
| 2017 | iHeartRadio Music Awards | Dance Artist of the Year                 | Major Lazer                        | Đề cử        | [ 9 ]     |
| 2017 | iHeartRadio Music Awards | Dance Song of the Year                   | "Cold Water"                       | Đề cử        | [ 9 ]     |
| 2017 | Kids' Choice Awards      | Favorite DJ/EDM Artist                   | Major Lazer                        | Đề cử        | [ 10 ]    |
| 2017 | Billboard Music Awards   | Top Dance/Electronic Artist              | Major Lazer                        | Đề cử        | [ 11 ]    |
| 2017 | Billboard Music Awards   | Top Dance/Electronic Song                | "Cold Water"                       | Đề cử        | [ 11 ]    |
| 2017 | Teen Choice Awards       | Choice Electronic/Dance Artist           | Major Lazer                        | Đề cử        | [ 12 ]    |
| 2017 | MTV Video Music Awards   | Best Dance Video                         | "Cold Water"                       | Đề cử        | [ 13 ]    |
| 2017 | Electronic Music Awards  | Single of the Year                       | "Cold Water"                       | Chưa công bố | [ 14 ]    |
| 2017 | Electronic Music Awards  | Remix of the Year                        | "Shape of You" (Major Lazer Remix) | Chưa công bố | [ 14 ]    |